# Stazione di Cormons
La stazione di Cormons è una fermata ferroviaria sita a Cormons sulla linea ferroviaria Udine-Trieste.

## Storia
La stazione di Cormons, in origine, era situata più vicina al centro della città ed era nota per il suo stile architettonico austro-ungarico. Negli anni settanta ha smesso di funzionare in quanto venne costruita l'attuale stazione, più distante dal centro in funzione della nuova linea (mai terminata) che avrebbe dovuto collegare Cormons a Redipuglia.
Il fabbricato della vecchia stazione venne demolito nel 1992.

## Strutture e impianti
Dispone di uno scalo, usato tra l'altro per i lavori di manutenzione sulla linea. I binari per il servizio viaggiatori sono solamente i due binari passanti (2 e 3); il primo binario, pure dotato di marciapiede, è stato dismesso nel 2015, e contemporaneamente è stata rimossa l'intercomunicazione lato Udine del binario 4, che pertanto non può più essere usato per le precedenze.

## Movimento
La stazione è servita da treni regionali svolti da Trenitalia nell'ambito del contratto di servizio stipulato con le Regioni interessate.

## Servizi
La stazione dispone dei seguenti servizi:
- Biglietteria automatica
- Sala d'attesa
- Bar

## Interscambi
- Fermata autobus